# Heinrich Witte

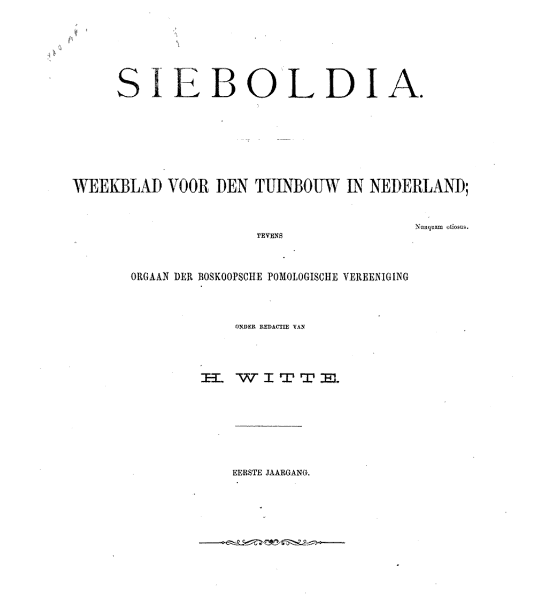
Titelblad van Sieboldia, weekblad voor den tuinbouw in Nederland tevens orgaan der Boskoopsche Pomologische Vereeniging, 1875-1883 waarvan Witte de redacteur was.

Heinrich Witte (Rotterdam, 10 mei 1829 - Bennekom, 9 januari 1917) was een Nederlands botanicus en publicist. Hij werkte van 1855 tot 1898 als hortulanus van de Hortus botanicus Leiden en ging na zijn pensioen in Bennekom wonen.

## Voornaam
Er is geen eenstemmigheid over de spelling van de voornaam van Witte. In het Biographisch woordenboek der Noord- en Zuidnederlandsche letterkunde (1888-1891) door F. Jos van den Branden en J.G. Frederiks wordt zijn naam gespeld als "Henrick Witte". Zo wordt de naam ook op WorldCat wel gebruikt.

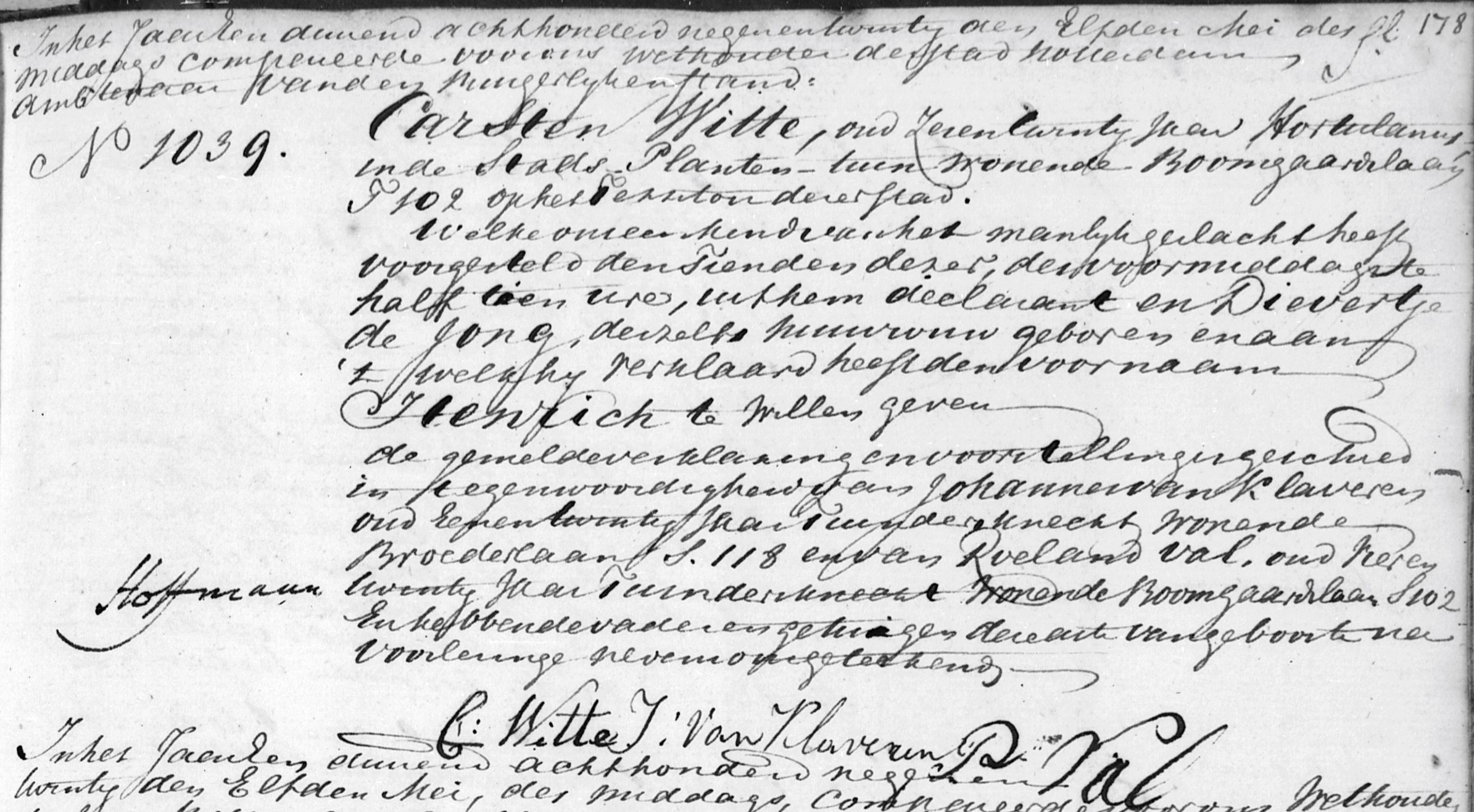
Geboorteakte van Henrich Witte in het geboorteregister van Rotterdam 1829, folio 178, akte nr. 1039

Formeel heette hij 'Henrich', net zoals zijn grootvader van vaders kant, want zo is zijn voornaam in zijn geboorteakte opgenomen. Kooy stelt dat hij echter altijd werd aangesproken als 'Heinrich'.

## Biografie
Heinrich Witte was de zoon van Dievertje de Jong en Carsten Witte (1802-1881). Heinrich's vader, geboren in Fiefharrie (tegenwoordig Negenharrie, Sleeswijk-Holstein, Duitsland), was in het begin van de jaren 20 naar Nederland gekomen. Hij werkte eerst in Haarlem, maar in 1824 verhuisde hij naar Rotterdam. Hij werd in 1828 de eerste hortulanus van de Hortus botanicus aan de Boomgaardslaan. De hortus maakte deel uit van de Rotterdamse Klinische School, en heeft bestaan tot 1869. Carsten Witte woonde op het terrein van de hortus, en daar werd Heinrich in 1829 geboren. Na de lagere school kwam Heinrich als tuinjongen in de Hortus te werken. Hij volgde college bij C.A.J.A. Oudemans, die aan de Rotterdamse Klinische School was verbonden en werd onder-hortulanus bij zijn vader.
Witte trouwde op 28 augustus 1852 met Henriette Marie Elisabeth van der Woerd.
In 1853 werd hij door directeur Willem Hendrik de Vriese aangesteld als eerste tuinier bij de Hortus botanicus Leiden. Na het overlijden van hortulanus Jacobus Schuurmans Stekhoven in 1855 werd Witte aangesteld in deze functie. Hij werd de rechterhand van de in 1857 aangetreden directeur Willem Frederik Reinier Suringar. Witte bleef hortulanus tot hij op 1 april 1898 met pensioen ging.

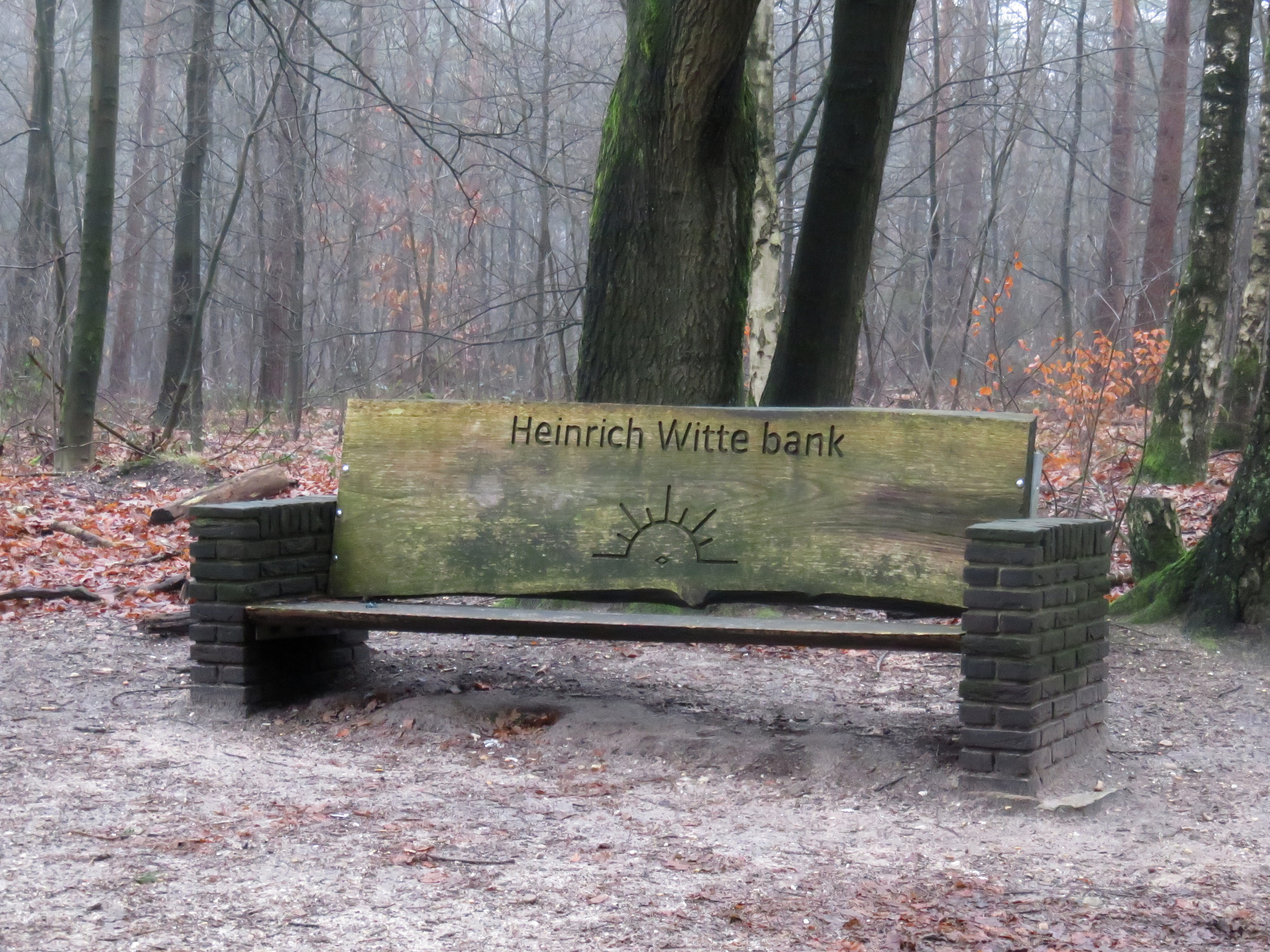
Gedenkbank voor Heinrich Witte
in het bos bij Bennekom

Na zijn pensionering ging Heinrich Witte wonen in Bennekom, waar hij wetenschappelijke artikelen over tuinbouw en plantkunde bleef schrijven. Hij schreef in 1901 drie artikelen over de omgeving van Bennekom, met wandelroutes, voor het populaire tijdschrift Eigen Haard. In 1902 verscheen zijn Wandelgids voor Bennekom's omstreken (herdruk 1907). Zijn schrijfsels worden beschouwd als een belangrijke bijdrage aan het op de toeristische kaart zetten van Bennekom in die tijd.
Witte overleed in Bennekom op 87-jarige leeftijd. Zijn uitvaart vond plaats vanuit de Hortus botanicus in Leiden, waarna hij begraven werd op de begraafplaats Groenesteeg aldaar.

## De Leidse Hortus
Heinrich Witte werd in 1853 als tuinier in de Hortus botanicus Leiden aangesteld. Reeds op 15 september 1854 kon de directeur van de hortus, de hoogleraar Willem Hendrik de Vriese melden, dat Witte, door hem "aan den Akademietuin (...) verbonden", "een jong mensch (was) van bekwaamheid, goeden aanleg en geschiktheid, die naar 't mij voorkomt, eenmaal de plaats van de Hortulanus zou kunnen vervullen." Toen een jaar later de hortulanus Schuurmans Stekhoven overleed werd Witte door De Vriese voorgedragen als opvolger. Bij de voordracht, gedateerd 18 september, was een sollicitatiebrief van Witte gevoegd, meldde deze, dat hij in Rotterdam al onder-hortulanus was geweest en dat hij in Leiden "onder hetgene door mij verrigt is, (meent) te mogen noemen de vervaardiging van eenen Catalogus van den geheelen tuin, met uitzondering van de boomen en de heesters, welke arbeid ik onder toezigt en medewerking van den Hoogleeraar de Vriese heb verrigt." Op 3 oktober 1857 werd Willem Frederik Reinier Suringar benoemd tot buitengewoon hoogleraar in de botanie aan de Leidse universiteit, en tot vervanger van De Vriese. Kort daarna vertrok De Vriese naar Nederlands-Indië. Vanaf dat moment fungeerde Suringar als directeur. Samen met Witte zou hij ruim veertig jaar lang, tot zijn overlijden in 1898, de Leidse hortus onder zijn hoede hebben. Die periode begon tumultueus, met het afstaan van een deel van de tuin voor de bouw van de Sterrewacht Leiden.

## Onderscheidingen
Heinrich Witte was Officier in de Orde van Oranje-Nassau, ridder in de Oostenrijkse Frans Jozef-Orde en ridder in de Spaanse Orde van Isabella de Katholieke.

## Heinrich Witte en Bennekom

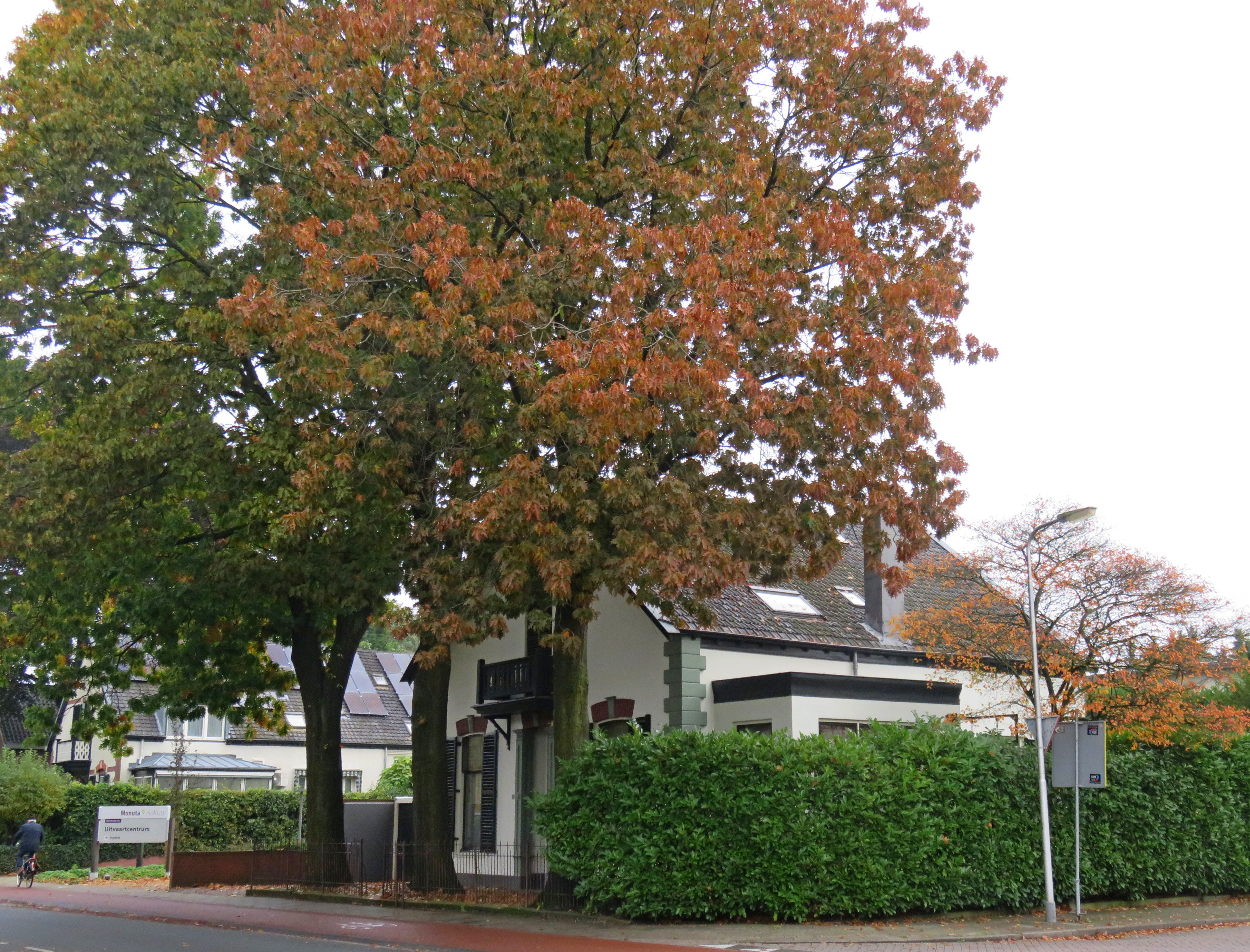
Huis 'De Hulst' anno 2019

De eerste keer dat Heinrich Witte over Bennekom schreef was in zijn novelle Het driekleurige viooltje uit 1875. Het eerste hoofdstuk van Het driekleurige viooltje gaat over Bennekom en hoe Witte daar van het dorp en de omgeving ging houden. De schrijver had in 1874 in Bennekom gelogeerd bij de familie H.W. Dros, in het huis Erica aan de Heelsumseweg. Dat huis was kort daarvoor gebouwd.
Witte zelf ging in 1898 in Bennekom wonen in een huis dat anno 2019 De Hulst heet (op de hoek van de Edeseweg en wat nu de Acacialaan is). Rond 1905 verhuisde hij naar een huis dat hij Villa Linnaea noemde. Daar sleet hij zijn laatste levensjaren. Ook dat huis bestaat in 2019 nog, het heet Uyteneng en staat op de hoek van de Molenstraat en de Edeseweg.

## Bibliografie

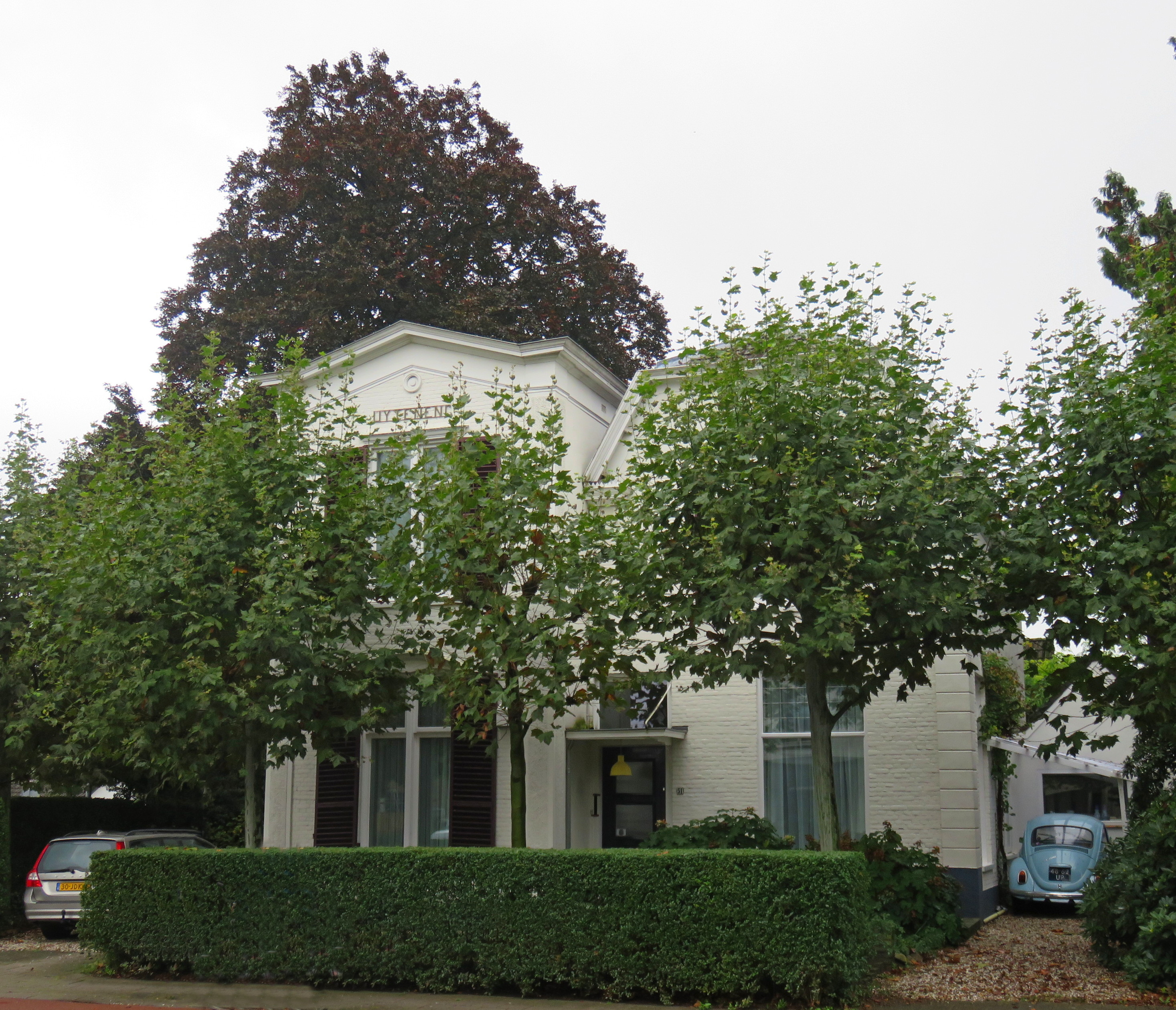
Uyteneng, het huis waar Witte later heeft gewoond